# Bonnie McKee
Bonnie Leigh McKee född 20 januari 1984 i Vacaville i Kalifornien, är en amerikansk sångerska, låtskrivare och skådespelerska. 

## Diskografi

### Studioalbum
- 2004 – Trouble

### EPs
- 2003 – Bonnie McKee
- 2015 – Bombastic

### Singlar
- 2003 – "Trouble"
- 2004 – "Somebody"
- 2013 – "American Girl"
- 2015 – "Bombastic"
- 2016 – "Wasted Youth"
- 2016 – "I Want It All"
- 2016 – "Easy"
- 2016 – "Stars in Your Heart"
- 2017 – "Thorns"
- 2018 – "Sleepwalker"
- 2018 – "Mad Mad World"

## Filmografi
- 2001 – All Cheerleaders Die
- 2004 – Win a Date with Tad Hamilton!
- 2007 – August Rush
- 2012 – Katy Perry: Part of Me
- 2015 – California Winter Extravaganza
- 2016 – The Bride-To-Be